# Попова Ірина Федорівна
Ірина Федорівна Попова (нар.. 28 вересня 1961, Першотравневе (нині селище міського типу Мангуш, центр Мангушської селищної громади Маріупольського району Донецької області) — російський історик-китаєзнавець, доктор історичних наук (2000), професор, член-кореспондент РАН (2019). Директор Інституту східних рукописів РАН у Санкт-Петербурзі. Спеціаліст в галузі історії, політичної ідеології, управління, адміністративної системи та військової політики середньовічного Китаю, вивчення рукописної спадщини Дуньхуана, а також історії та сходознавства.

## Біографія
Народилася 28 вересня 1961 року в Першотравневе Донецької області. У 1978 році закінчила із золотою медаллю школу № 11 м. Москви і вступила на відділення історії Китаю східного факультету Ленінградського державного університету. Після закінчення ЛДУ (1983) навчалася в аспірантурі Ленінградського відділення Інституту сходознавства АН СРСР. У 1986 році була зарахована до штату Ленінградського відділення (з 1991 року — Санкт-Петербурзької філії) Інституту сходознавства РАН, де пройшла шлях від молодшого наукового співробітника до директора (2003). У 2009 році була обрана першим директором Інституту східних рукописів РАН, реорганізованого на основі Санкт—Петербурзької філії історичного відділення РАН за її ініціативою.
Кандидат історичних наук з 1988 року, тема дисертації «Правила імператорів» («Ді фань») як джерело з історії політичної думки Китаю початку VII століття". Доктор історичних наук з 2000 року, тема дисертації «Теорія державного управління ранньотанського Китаю».
Професор Санкт-Петербурзького державного університету, почесний професор ряду університетів Китаю: Ланьчжоузького, Нінся, Шаньдунського, університету малих народів КНР (Пекін), Шеньсійського педагогічного університету (Сіань), почесний доктор Інституту історії Академії суспільних наук КНР. Член Ради з науки і освіти при Президентові Росії (з 2020).
Основні напрямки наукової роботи: Історія та історіографія Китаю; політична ідеологія, управління, адміністративна система і військова політика середньовічного Китаю; дуньхуанознавство; текстологія; історія сходознавства; бібліографія.
Своїми вчителями вважає представників Ленінградської-санкт-петербурзької школи класичного китаєзнавства О. С. Мартинова, Е. І. Кичанова, Л. М. Меньшикова, Г. Я. Смоліна, Л. А. Березного, Б. М. Новікова.
До наукових заслуг Попової відноситься вирішення проблеми адаптації імперської ідеології до інститутів державного управління в середньовічному Китаї; введення до наукового обігу і дослідження письмових пам'яток китайською мовою різного характеру: документів з Дуньхуана і Турфана, епіграфічних текстів, візуальних джерел з історії та культури Китаю нового часу; архівних матеріалів з історії вітчизняного сходознавства та експедиційної діяльності в Центральній Азії.
Ірина Попова авторка близько 200 наукових робіт, у тому числі 9 монографій (5 з них колективних); упорядник 19 збірок статей; Головний редактор наукових видань «Писемні пам'ятки Сходу», «Країни і народи Сходу», «Written Monuments of the Orient»; заступник голови редколегії наукової серії «Пам'ятки писемності Сходу»; член редколегій російських і зарубіжних наукових видань, у тому числі «Турфанські дослідження» («Тулуфань яньцзю», КНР), Дослідження писемних пам'яток малих народів" («Міньцзу яньцзю», КНР), Studia Orientalia Slovaca (Університет Братислави) тощо.

## Нагороди
- 2013 р. — Премія ім. Сергія Ольденбурга Урядом Санкт-Петербурга і Санкт-Петербурзьким науковим центром РАН за видатні результати в галузі вивчення письмової спадщини Китаю і Центральної Азії.[7]
- 2016 р. — звання вчений Янцзи 讲座长江学者[8] Міністерства освіти КНР за досягнення в галузі вивчення давньої та середньовічної історії Китаю.
- 2017 р. — медаль" Дружба « уряду Монголії.
- 2018 р. — медаль ордена „За заслуги перед Республікою Татарстан“.

## Основні роботи
1. Попова і. Ф. політична практика та ідеологія ранньотанського Китаю. — М.: Видавнича фірма» Східна література " РАН, 1999. — 279 с.[9] Рец: В. С. Мясников // Проблеми Далекого Сходу. — 2001. — № 1. — С. 179—182.
2. Popova I. F. The Administrative and Legal Regulations of the Tang Emperors for the Frontier Territories // Central Asian Law: An Historical Overview. A Festschrift for The Ninetieth Birthday of Herbert Franke. Ed. by W. Johnson, I. F. Popova. Society for Asian Legal History, The Hall Center for the Humanities, The University of Kansas, Lawrence, Ks. 2004, рр. 41-54.
3. Цінський Пекін. Картини народного життя (міньсухуа) / Вступ. ст., Пер. з китайської мови і коммент. І. Ф. Попової. — СПб.: Славія, 2009. — 248 с.[10]
4. Рец.: Т. А. Пан / / писемні пам'ятки Сходу. — 2010. — № 1 (12). — С. 277—279.
5. Рец.: Walravens, Hartmut. Monumenta Serica. 59 (2011), рр. 586—588.
6. Dunhuang Studies: Prospects and Problems for the Coming Second Century of Research / 敦煌學 :的的的 / дуньхуановедение: перспективи і проблеми другого століття досліджень. Ed. by I. Popova and Liu Yi. Slavia Publishers, St. Petersburg, 2012[11]
7. Рец.: 榮新江Rong Xinjiang. 俄羅斯的敦煌學 — 評《敦煌學：第二個百年的研究視角與問題》及其他 Dunhuang Studies in Russia: On the Book The Second Century of Dunhuang Studies: Perspectives and Problems. In: 敦煌吐魯番研究Journal of the Dunhuang and Turfan Studies. Vol. XIII (2013), pp. 563—578 (кит. яз).
8. Тангуты в Центральной Азии: сборник статей в честь 80-летия проф. Е. И. Кычанова / сост. и отв. ред. И. Ф. Попова. — М.: Восточная литература, 2012. — 501 с.
9. Історія Китаю з найдавніших часів до початку XXI століття: у 10 т. / Гл . ред. C. Л. Тихвинський: Т. III: Троецарствие, Цзінь, Південні і північні династії, Суй, Тан (220—907); отв. ред. В. Ф. Попова, М. Е. Кравцова. — М.: Наука-Східна література, 2014. — 991 с. — ISBN 978-5-02- 036565-0[12]
10. Історія Китаю з найдавніших часів до початку XXI століття: у 10 т. / Гл . ред. C. Л. Тихвинський: Т. IV. Період П'яти династій, імперія Сун, держави Ляо, Цзінь, Сі Ся (907—1279); відп. ред. І. Ф. Попова. — М.: Наука-Східна література, 2016. — 942 с. — ISBN 978-5-02-039761-3[13]
11. Словари кяхтинского пиджина / Пер. с китайского, публикация, транскрипция, исследование и приложения И. Ф. Поповой и Таката Токио. — М.: Наука — Восточная литература, 2017. — 603 с.: факсимиле. — (Памятники письменности Востока. CL.). — ISBN 978-5-02-036552-0.

## Примітка
1. 1 2  Биография И. Ф. Поповой // Официальный сайт Института восточных рукописей РАН.
2. ↑  Объявление о конкурсе на замещение вакантной должности директора Института восточных рукописей РАН // Официальный сайт Российской академии наук.
3. ↑  Постановление Президиума Российской академии наук № 143 от 19.06.2007 «О реорганизации Института востоковедения РАН (представление Отделения историко-филологических наук)» // Официальный сайт Российской академии наук
4. ↑  Юбилей И. Ф. Поповой // Официальный сайт Института восточных рукописей РАН. 11.10.2011
5. ↑  Попова Ирина Фёдоровна. Архів оригіналу за 8 серпня 2020. Процитовано 3 травня 2021.
6. ↑  Список публикаций Поповой Ирины Фёдоровны [Архівовано 2015-09-24 у Wayback Machine.] // Официальный сайт Института восточных рукописей РАН.
7. ↑  В Смольном вручены премии в области науки и образования. 25 мая 2013 г. // Официальный сайт Администрации Санкт-Петербурга.
8. ↑  长江学者奖励计划 - Wikipedia
9. ↑   Институт восточных рукописей РАН
10. ↑   Институт восточных рукописей РАН
11. ↑   Институт восточных рукописей РАН
12. ↑   Институт восточных рукописей РАН
13. ↑   Институт восточных рукописей РАН